# 比奥内
比奥内（義大利語：Bione），是意大利布雷西亚省的一个市镇。总面积17平方公里，人口1454人，人口密度85.5人/平方公里（2009年）。国家统计（ISTAT）代码为017019。